# دانيال جاي لايتون
دانيال جاي لايتون (بالإنجليزية: Daniel J. Layton)‏ هو قاضي ومحامي أمريكي، ولد في 1 أغسطس 1879 في جورجتاون في الولايات المتحدة، وتوفي بنفس المكان في 13 مايو 1960.